# Ana Konjuhová
Ana Konjuhová (* 27. prosince 1997 Dubrovník) je chorvatská profesionální tenistka a vítězka dvou juniorských grandslamů ve dvouhře na Australian Open 2013 a US Open 2013. Ve své dosavadní kariéře vyhrála jeden titul ve dvouhře na okruhu WTA Tour, když jako 17letá triumfovala na travnatém Nottingham Open 2015 z kategorie WTA International. V rámci okruhu ITF získala jeden titul ve dvouhře.
Na žebříčku WTA byla ve dvouhře nejvýše klasifikována v červenci 2017 na 20. místě a ve čtyřhře pak v témže měsíci na 176. místě. Ve světovém kombinovaném žebříčku ITF juniorek jí v lednu 2013 patřilo 1. místo.
V chorvatském fedcupovém týmu debutovala v roce 2013 únorovým utkáním 1. skupiny zóny Evropy a Afriky proti Rakousku, v němž po boku Dariji Jurakové vyhrála čtyřhru nad párem Patricia Mayrová-Achleitnerová a Yvonne Meusburgerová. Do roku 2018 v soutěži nastoupila k patnácti mezistátním utkáním s bilancí 10–4 ve dvouhře a 7–3 ve čtyřhře.
Chorvatsko reprezentovala na Letních olympijských hrách 2016 v Riu de Janeiru, kde v úvodním kole ženské dvouhry porazila Němku Anniku Beckovou. Poté ji vyřadila devátá nasazená Španělka Carla Suárezová Navarrová.

## Tenisová kariéra

### 2012: Výhra na Orange Bowlu
Ve věku čtrnácti let se po boku Švýcarky Belindy Bencicové probojovala do finále juniorské čtyřhry ve Wimbledonu 2012, kde jako turnajové sedmičky nestačily na nejvýše nasazený kanadsko-americký pár Eugenie Bouchardová a Taylor Townsendová ve dvou setech.
Na listopadovém turnaji ITF s dotací 10 000 dolarů si zahrála premiérové finále v ženské dvouhře. V rozhodujícím utkání istanbulské události nestačila na Srbku Jovanu Jakšićovou. V prosinci pak získala dva tituly z prestižních juniorských událostí, turnaje Eddieho Herra a Orange Bowlu.

### 2013: Dva juniorské Grand Slamy a fedcupový debut
V juniorské kategorii Grand Slamu získala „double“ na Australian Open, když ve finále dvouhry porazila Kateřinu Siniakovou 6–3, 6–4 a spolu s Kanaďankou Carol Zhaovou zvítězily také ve čtyřhře nad ukrajinsko-českým párem Oleksandra Korašviliová a Barbora Krejčíková těsným poměrem 5–7, 6–4, 10–7. Bodový zisk znamenal posun na 1. místo světového kombinovaného žebříčku ITF juniorek.

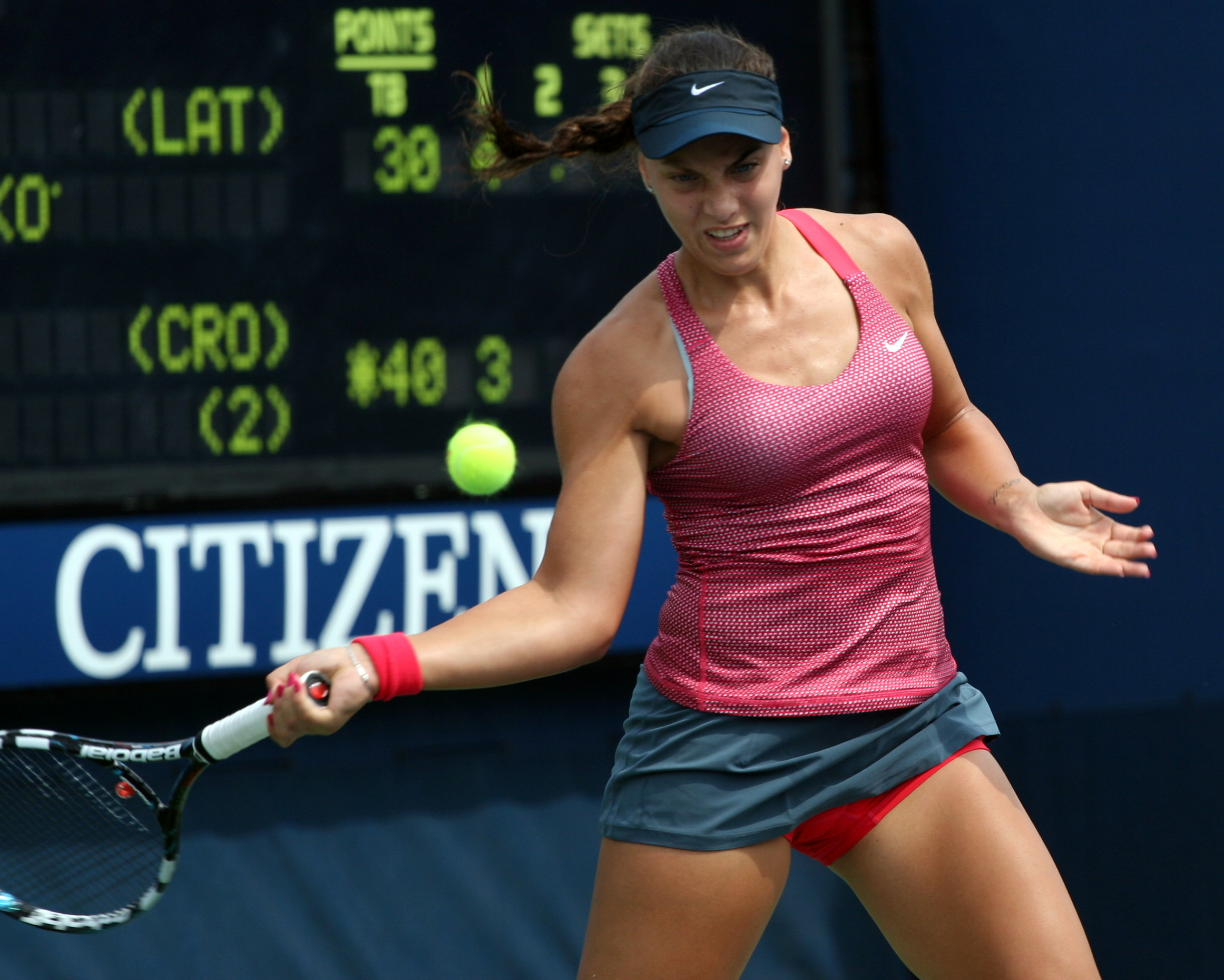
15letá na vítězné juniorce US Open 2013

V únoru debutovala v chorvatském fedcupovém týmu, když zasáhla do všech tří mezistátních zápasů 1. skupiny zóny Evropy a Afriky, hraných na tvrdém povrchu v Ejlatu, proti Rakousku, Bělorusku a Polsku. V poslední barážové dvouhře proti 37. hráčce světové klasifikace Urszule Radwańské zaznamenala největší výhru své dosavadní kariéry, když jako 15letá Polku těsně zdolala 2–6, 6–3 a 7–6.
První seniorskou trofej na okruhu ITF si připsala na červnovém turnaji v Montpellier s dotací 25 000 dolarů, kde v boji o titul přehrála Rusku Irinu Chromačovovou po hladkém průběhu 6–3, 6–1. Do navazující juniorky pařížského grandslamu French Open vstupovala jako nejvýše nasazená. V semifinále ji deklasovala německá turnajová pětka Antonia Lottnerová, když na ni dokázala uhrát jediný game. Na travnaté juniorce Wimbledonu skončila jako druhá nasazená opět v semifinálové fázi, když ji vyřadila americká turnajová pětka Taylor Townsendová po dramatickém průběhu až 7–5 v rozhodující sadě.
Na newyorském US Open pak získala, po finálové výhře nad Američankou Tornado Aliciou Blackovou 3–6, 6–4, 7–6, druhý singlový titul z majoru.

### 2014: První úplná sezóna na WTA Tour a průnik do elitní stovky
Přestože dle pravidel ITF mohla další dvě sezóny startovat stále mezi juniorkami, rozhodla se v roce 2014 nastupovat pouze na ženských profesionálních okruzích.
Aucklandský ASB Classic, kam obdržela divokou kartu, se stal jejím prvním turnajem na okruhu WTA Tour. V úvodním kole dokázala překvapivě porazit světovou čtrnáctku a turnajovou jedničku Robertu Vinciovou po třísetovém průběhu. Ve druhém kole ji však vyřadila Američanka Lauren Davisová. Později bylo zveřejněno, že Konjuhová podepsala s turnajem ASB Classic smlouvu, která ji zavazovala ke startu i na dalších třech ročnících.

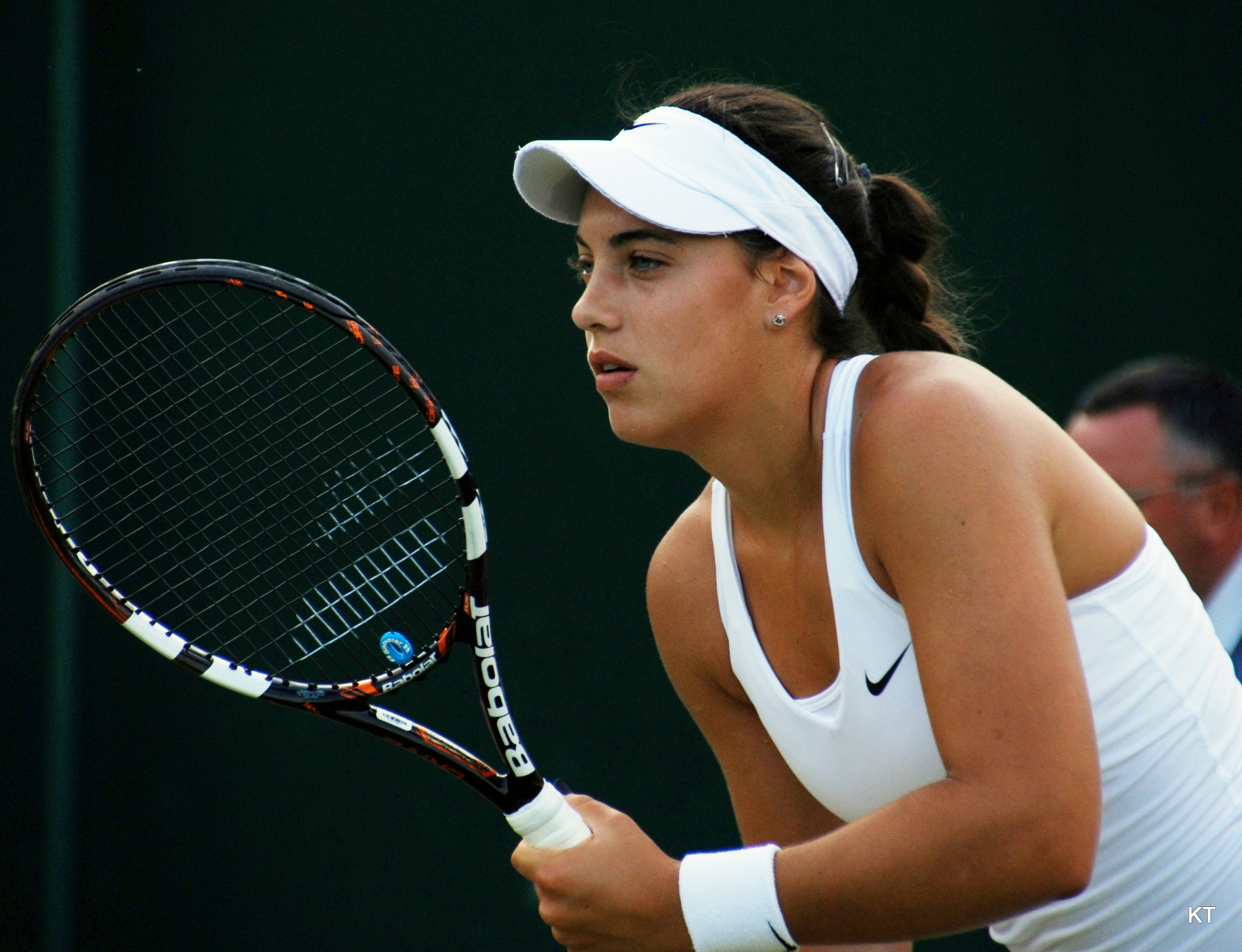
Ve 2. kole Wimbledonu 2014 porazila Wickmayerovou

Po výhrách ve třech kvalifikačních kolech Australian Open nad Diānou Marcinkēvičovou, Mathilde Johanssonovou a Olgou Savčukou prošla poprvé v kariéře do hlavní soutěže seniorského grandslamu. Los dvouhry ji pro úvodní kolo přisoudil silnou soupeřku. Ve dvou setech nestačila na čtvrtou nasazenou a pozdější vítězku Li Na.
Dne 23. ledna podstoupila v Záhřebu operaci ramena. Doba rekonvalescence byla stanovena na čtyři měsíce. Při postavení 189. hráčky se mohla zúčastnit kvalifikace Roland Garros, v níž ji ve druhém kole zdolala Kovinićová. Až wimbledonský kvalifikační turnaj znamenal postup do hlavní soutěže po výhrách nad Estrellou Cabezaovou Candelaovou, Laurou Siegemundovou a Stephanii Vogtovou. Premiérový vítězný zápas v hlavní soutěži Grand Slamu dosáhla nad Marinou Erakovicovou. Poté zdolala Yaninu Wickmayerovou a cestu pavoukem pro ni ukončila bývalá světová jednička Caroline Wozniacká z Dánska.
Z kvalifikace postoupila také na İstanbul Cupu. V hlavní soutěži přešla přes hráčky první čtyřicítky, Magdalénu Rybárikovou a Elinu Svitolinovou, aby v prvním kariérním semifinále byla nad její síly Roberta Vinciová. Úvodní zápas kvalifikace US Open proti Urszule Radwańské nezvládla.
Na říjnovém Japan Women's Open v Ósace se probojovala do čtvrtfinále, kde ji vyřadila Kazaška Zarina Dijasová. Bodový zisk znamenal, že ve věku 16 let, premiérově pronikla do elitní stovky žebříčku WTA. Sezónu zakončila třemi francouzskými turnaji. Semifinále si zahrála na událostech ITF v Poitiers i Nantes a na čtvrtfinále dosáhla v Limoges, turnaji ze série WTA 125K. Po něm vystoupala na nové kariérní maximum, když jí patřila 84. příčka. V konečném pořadí 2014 figurovala na 90. místě jako nejmladší tenistka elitní stovky.

### 2015: Premiérový titul na okruhu WTA Tour

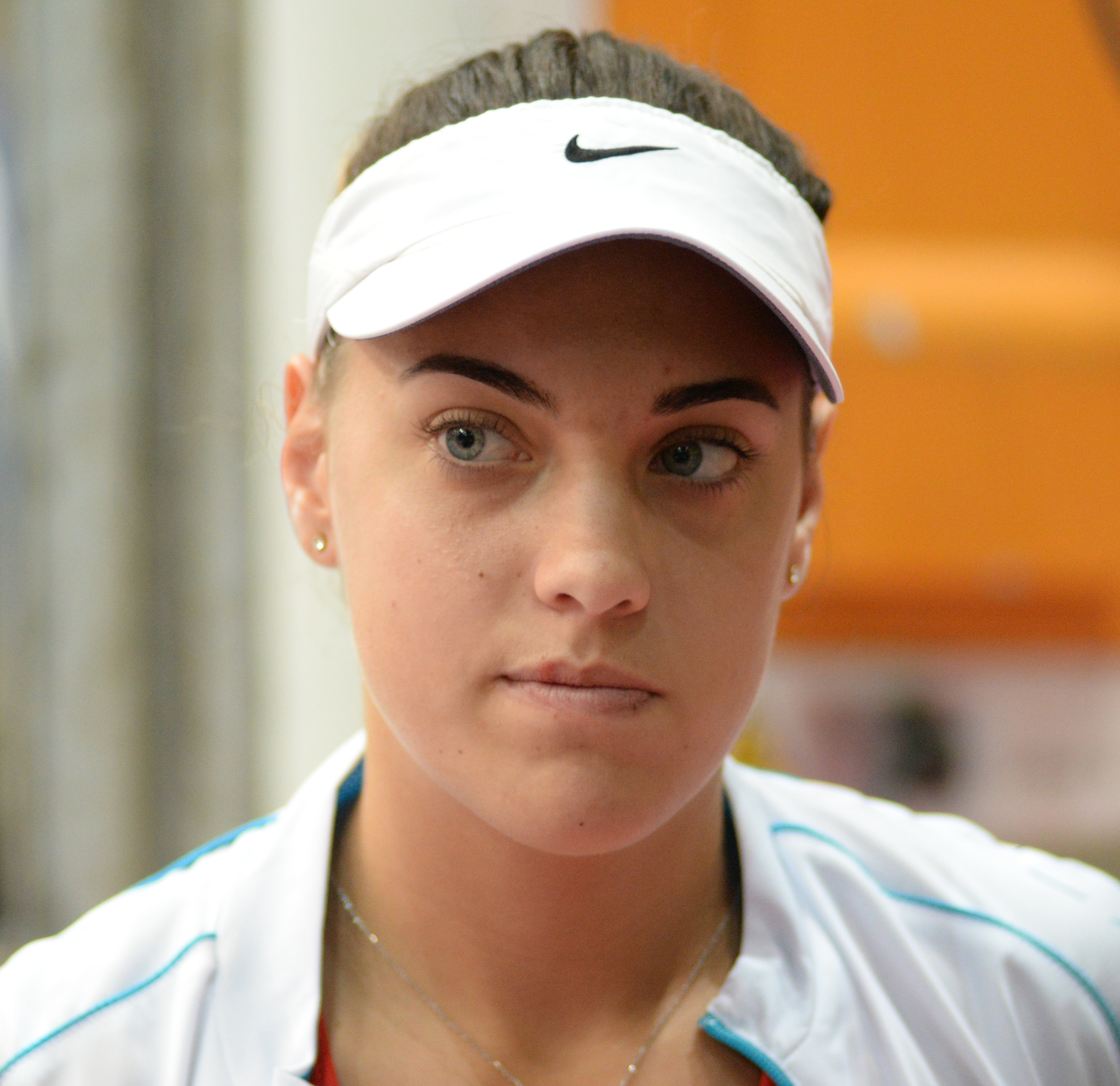
Během euroafrické zóny Fed Cupu 2015

Sezónu rozehrála na ASB Classic, kde vyřadila Monu Barthelovou, aby ve druhé fázi skončila na raketě Jeleny Vesninové. Na úvod Australian Open ji zastavila slovenská hráčka Magdaléna Rybáriková. Dubnový J&T Banka Prague Open znamenal výhru nad světovou čtyřiatřicítkou Belindou Bencicovou po třísetovém průběhu. Ve druhém kole podlehla Kláře Koukalové, hrající na divokou kartu. Také na French Open postoupila přes ruskou naději Margaritu Gasparjanovou do druhého kola, kde ji stopku vystavila třicátá nasazená Irina-Camelia Beguová.
Na premiérovém ročníku travnatého Nottingham AEGON Open postoupila mezi poslední osmičku tenistek po výhrách nad Shelby Rogersovou a Casey Dellacquvou. Následovalo dvoudenní přerušení turnaje pro déšť, po němž vyřadila Sachiu Vickeryovou. Stejný den v semifinále přehrála pátou nasazenou Alison Riskeovou. Ve svém debutovém finále, hraném až v pondělí, ztratila s Rumunkou Monicou Niculescuovou úvodní sadu. Přesto dokázala průběh zápasu otočit a připsat si premiérový titul na okruhu WTA Tour. V sedmnácti letech se tak stala nejmladší šampionkou události WTA od roku 2006, kdy Tamira Paszeková ovládla portorožský Banka Koper Slovenia Open.

## Finálové účasti na turnajích WTA Tour
| Legenda                                        |
| ---------------------------------------------- |
| D – dvouhra; Č – čtyřhra                       |
| Grand Slam (0–0)                               |
| Turnaj mistryň (0–0)                           |
| Premier Mandatory & Premier 5 / WTA 1000 (0–0) |
| Premier / WTA 500 (0–0)                        |
| International / WTA 250 (1–2 D)                |

### Dvouhra: 3 (1–2)
| Stav       | č. | datum           | turnaj                         | povrch | soupeřka ve finále  | výsledek      |
| ---------- | -- | --------------- | ------------------------------ | ------ | ------------------- | ------------- |
| Vítězka    | 1. | 15. června 2015 | Nottingham, Spojené království | tráva  | Monica Niculescuová | 1–6, 6–4, 6–2 |
| Finalistka | 1. | 7. ledna 2017   | Auckland, Nový Zéland          | tvrdý  | Lauren Davisová     | 3–6, 1–6      |
| Finalistka | 2. | 22. května 2021 | Bělehrad, Srbsko               | antuka | Paula Badosová      | 2–6, 0–2skreč |

## Finálové účasti na turnajích okruhu ITF
| $100 000 tournaments |
| $75 000 tournaments  |
| $50 000 tournaments  |
| $25 000 tournaments  |
| $10 000 tournaments  |

### Dvouhra: 6 (4–2)
| Stav       | Č. | Datum              | Turnaj                | Povrch    | Soupeřka ve finále  | Výsledek           |
| ---------- | -- | ------------------ | --------------------- | --------- | ------------------- | ------------------ |
| Finalistka | 1. | 5. listopadu 2012  | Antalya, Turecko      | antuka    | Jovana Jakšićová    | 3–6, 1–6           |
| Finalistka | 2. | 27. května 2013    | Maribor, Slovinsko    | antuka    | Polona Hercogová    | 6–3, 3–6, 3–6      |
| Vítězka    | 1. | 17. června 2013    | Montpellier, Francie  | antuka    | Irina Chromačovová  | 6–3, 6–1           |
| Vítězka    | 2. | 20. září 2020      | Záhřeb, Chorvatsko    | antuka    | Tereza Mrdežová     | 6–4, 6–2           |
| Vítězka    | 3. | 20. listopadu 2022 | Bratislava, Slovensko | tvrdý (h) | Nigida Abduraimová  | 2–6, 6–0, 7–6(7–2) |
| Vítězka    | 4. | 26. listopadu 2022 | Ortisei, Itálie       | tvrdý (h) | Viktória Hrunčáková | 3–6, 7–5, 7–6(7–2) |

### Čtyřhra: 1 (0–1)
| Stav       | Č. | Datum             | Turnaj                 | Povrch | Spoluhráčka      | Soupeřky ve finále                    | Výsledek      |
| ---------- | -- | ----------------- | ---------------------- | ------ | ---------------- | ------------------------------------- | ------------- |
| Finalistka | 1. | 15. července 2013 | Contrexéville, Francie | antuka | Silvia Njirićová | Vanesa Furlanettová Amandine Hesseová | 6–7(3–7), 4–6 |

## Finále na juniorce Grand Slamu

### Dvouhra juniorek: 2 (2–0)
| Stav    | Rok  | Turnaj          | Povrch | Soupeřka ve finále      | Výsledek           |
| ------- | ---- | --------------- | ------ | ----------------------- | ------------------ |
| Vítězka | 2013 | Australian Open | tvrdý  | Kateřina Siniaková      | 6–3, 6–4           |
| Vítězka | 2013 | US Open         | tvrdý  | Tornado Alicia Blacková | 3–6, 6–4, 7–6(8–6) |

### Čtyřhra juniorek: 2 (1–1)
| Stav       | Rok  | Turnaj          | Povrch | Spoluhráčka       | Soupeřky ve finále                         | Výsledek         |
| ---------- | ---- | --------------- | ------ | ----------------- | ------------------------------------------ | ---------------- |
| Finalistka | 2012 | Wimbledon       | tráva  | Belinda Bencicová | Eugenie Bouchardová Taylor Townsendová     | 4–6, 3–6         |
| Vítězka    | 2013 | Australian Open | tvrdý  | Carol Zhaová      | Oleksandra Korašviliová Barbora Krejčíková | 5–7, 6–4, [10–7] |